# Station Purwokerto

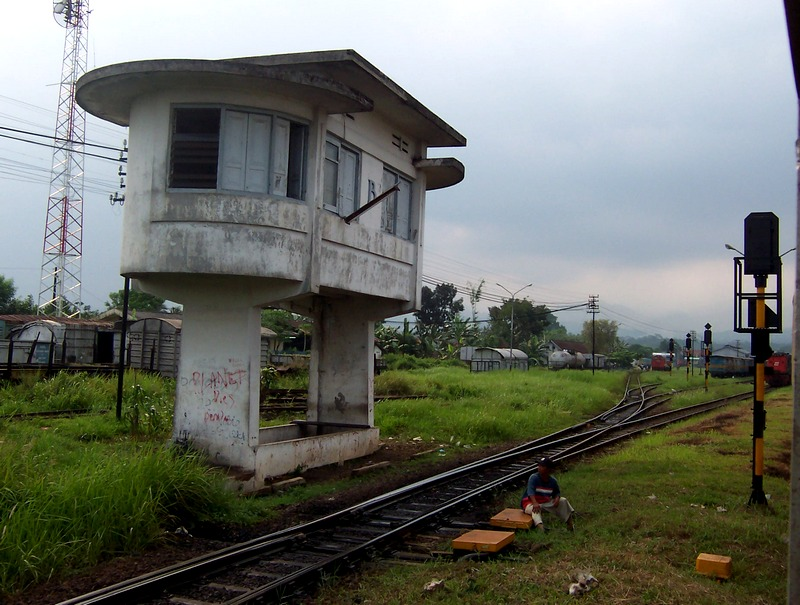
Seinhuis van station Purwokerto (2005).

Purwokerto is een spoorwegstation in de Indonesische provincie Midden-Java.

## Treinen
Eksekutif treinen
- Kereta api Argo Lawu
- Kereta api Argo Dwipangga
- Kereta api Taksaka
- Kereta api Bima
- Kereta api Gajayana

Eksekutif-Bisnis/Bisnis treinen
- Kereta api Purwojaya
- Kereta api Senja Utama Solo
- Kereta api Senja Utama Yogya
- Kereta api Fajar Utama Yogya
- Kereta api Sawunggalih Utama

Ekonomi treinen
- Kereta api Bogowonto (Ekonomi AC)
- Kereta api Kutojaya Utara
- Kereta api Logawa
- Kereta api Progo
- Kereta api Senja Bengawan
- Kereta api Gaya Baru Malam Selatan